# Unione Sportiva della Società Terni 1926-1927
Questa pagina raccoglie le informazioni riguardanti l'Unione Sportiva della Società Terni nelle competizioni ufficiali della stagione 1926-1927.

## Rosa
| N. |                   | Ruolo | Calciatore            |
| -- | ----------------- | ----- | --------------------- |
|    | Italia (bandiera) | C     | Bartolucci            |
|    | Italia (bandiera) | C     | Rolando Bellini       |
|    | Italia (bandiera) | C     | Ampelio Cabiati       |
|    | Italia (bandiera) | C     | Guido Canaletti       |
|    | Italia (bandiera) | C     | Serto Caprari         |
|    | Italia (bandiera) | P     | Amleto Cari           |
|    | Italia (bandiera) | D     | Carlo Alberto Carotti |
|    | Italia (bandiera) | D     | Francesco Cavallini   |
|    | Italia (bandiera) | C     | Luigi Follini         |
|    | Italia (bandiera) | C     | Alfredo Garfagnini    |
|    | Italia (bandiera) | A     | Alfredo Ghingari      |
|    | Italia (bandiera) | C     | Joppolo               |

| N. |                   | Ruolo | Calciatore        |
| -- | ----------------- | ----- | ----------------- |
|    | Italia (bandiera) | C     | Alfredo Lo Moro   |
|    | Italia (bandiera) | A     | Arduinio Manoni   |
|    | Italia (bandiera) | C     | Mario Medici      |
|    | Italia (bandiera) | C     | Aldo Montanari    |
|    | Italia (bandiera) | A     | Pelligot          |
|    | Italia (bandiera) | D     | Adolfo Ricci      |
|    | Italia (bandiera) | D     | Leopoldo Riccini  |
|    | Italia (bandiera) | C     | Brenno Romboli    |
|    | Italia (bandiera) | C     | Rolando Secco     |
|    | Italia (bandiera) | P     | Bruno Sintoni     |
|    | Italia (bandiera) | A     | Gogliardo Spadoni |
|    | Italia (bandiera) | C     | Lando Verzi       |